# Seixo da Beira
Seixo da Beira ist eine Gemeinde (Freguesia) im portugiesischen Kreis Oliveira do Hospital. In ihr leben 1369 Einwohner (Stand 19. April 2021).
In der Nähe liegt die Anta von Curral dos Mouros.